# Gaetano Esposito
Gaetano Esposito (Salerno, 17 novembre 1858 – Sala Consilina, 7 aprile 1911) è stato un pittore italiano.

## Biografia
Appresi i primi rudimenti della pittura da Gaetano D'Agostino, fu poi allievo dell'Accademia di belle arti di Napoli, dove seguì i corsi di Filippo Palizzi, di Domenico Morelli e di Stanislao Lista.
Suoi compagni di corso furono Giuseppe Avallone, Vincenzo Migliaro, Vincenzo Caprile, Giuseppe De Sanctis, Paolo Vetri, Vincenzo Volpe, ai quali era legato anche da affinità di gusto.
Presente in quasi tutte le esposizioni della Promotrice di belle arti di Napoli, a partire dal 1875, - quando presentò uno Studio dal vero, acquistato da Enrichetta Vonwiller - si affermò poi nella Esposizione Nazionale del 1877, con tre quadri di genere.
Alle mostri della Promotrice presentò: nel 1876 i dipinti Un momento di tristezza e Marinaio tunisino; nel 1882 Vaǃ e Simm'arrivate, opere molto apprezzate da Francesco Netti, che però vi notò il pericolo di una "pittura per la pittura"; nel 1884, fuori catalogo, presrntò Peppariello, toccato in sorte a Vincenzo Volpicelli; nel 1885 Chi vuol bene vede senza essere veduto; nel 1894 In chiesa e Ricordo di Napoli; nel 1906 Grotta delle Ninfe e Palazzo Donn'Anna.
Nel 1880, per concorrere al Pensionato Nazionale dell'Accademia di belle arti, eseguì due bozzetti ad olio, Cristo presentato al popolo e Cristo e i fanciulli (Napoli, Galleria dell'Accademia), oltre alla grande tela, 264x212 cm, Cristo benedice i fanciulli, che fu esposta a Torino nel 1880 - mostra che diede grande impulso all'arte partenopea - e che fu acquistata dal Ministero della Pubblica Istruzione, per la Galleria dell'Accademia di Napoli.
Utilizzava spesso bambini, nei suoi quadri di genere, lasciandosi influenzare dal gusto per il "patetismo" e per gli abiti stracciati e dalla resa materica del colore di Antonio Mancini.
Il colore, in Gaetano Esposito, pur molto ricco, è levigato, graduato in chiaroscuri preziosi ed accurati, alla maniera di Edoardo Dalbono.
Nei ritratti, in particolare in quelli femminili a pastello, egli fa sfoggio di virtuosismo, nel padroneggiare una tecnica tonale di stampo seicentesco.
Fra i suoi ritratti, si ricordano quello del pittore Pisante, olio su tela, 58,5x75,5 cm, del 1876, quello un po' rude di Vincenzo Migliaro (Napoli, già Collezione Casciaro, ora Banco di Napoli), quello dell'Architetto Curri e quello di Giacinto Gigante, ripreso dal ritratto eseguito da Domenico Morelli nel 1865 che è al Museo di San Martino.
Un dipinto famoso, che risente della sua abilità di ritrattista e nello stesso tempo della sua esperienza di pittore di genere è: In chiesa, che fu esposto a Roma nel 1893, a Monaco di Baviera nel 1896 e a Milano nel 1897 (già Napoli, Collezione Casella; ora Salerno, in collezione privata).
Opera coeva è Attesa (Napoli, già Raccolta Chiarandà e oggi Collezione D'Angelo) che ricorda nella composizione Le due madri di Gioacchino Toma.
Negli anni a cavallo dei due secoli, Gaetano Esposito si dedicò a pitture decorative, ad esempio gli affreschi del Caffè Gambrinus, della Camera di Commercio di Napoli e la decorazione del soffitto del Teatro Garibaldi di Santa Maria Capua Vetere, dove dipinse Apoteosi della Poesia.
Fu presente a mostre nazionali e internazionali: a Roma nel 1883, con l'opera Da Posillipo; a Torino nel 1884, con Primi palpiti e altre opere; a Milano nel 1894 con Zingari; partecipò inoltre a mostre a Venezia nel 1895, a Roma nel 1896, a San Pietroburgo nel 1898, ancora a Roma nel 1901, a Londra nel 1904 e a Milano nel 1906.

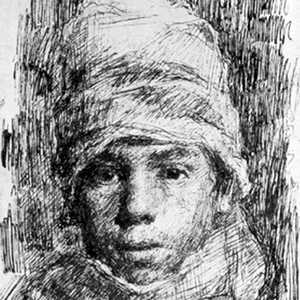
Esposito Gaetano, autoritratto, 1874

Fu premiato in varie occasioni: a Firenze nel 1896 e nel 1897; a San Pietroburgo nel 1902, dove ottenne la medaglia d'oro per il dipinto Nel porto di Napoli. Fu presente ad esposizioni della Società Napoletana degli Artisti (che poi cambiò nome in Circolo Artistico), anche se non è segnalato fra gli iscritti dal 1888 al 1891. Compare, se pure per breve tempo, fra gli aderenti al Circolo dei Vomeresi, che si formò ai primi del Novecento, in contrapposizione al Circolo Artistico.
Nello studiare la pittura napoletana del Seicento, Esposito fu attratto in particolare da Jusepe de Ribera, detto lo Spagnoletto, e da Massimo Stanzione. Da questi suoi studi deriva una pittura di "valori", che si riscontra in opere come Dallo scoglio di Frisio, dipinto noto anche come Palazzo Donn'Anna, che fu premiato all'Esposizione di Belle Arti di Roma, del 1893, ed acquistato per la Galleria nazionale d'arte moderna e contemporanea di Roma.
Quel palazzo barocco, incompiuto e luogo di leggende, dove Esposito aveva fissato la sua dimora di un autentico "deraciné", è stato uno dei suoi temi preferiti e indagati, fino a diventare un'ossessione. Lo ritrasse in varie ore del giorno e in diverse condizioni meteorologiche. La ricerca degli effetti di luce non intaccò la sodezza plastica delle forme e Gaetano Esposito si mantenne distante da certi "sperimentalismi" dell'arte napoletana del tempo.
La sua vita si concluse prematuramente, a soli 53 anniː ritenendosi responsabile della morte di una sua giovane modella, Venturina Castrignani, di cui non aveva ricambiato l'amore, vi pose fine suicidandosi.
Fra le sue opere in collezioni pubbliche: Interno della chiesa della Certosa di San Martino (Napoli, Comune), Tentazione (1883, Napoli, già Raccolta Chiarandà, oggi Banco di Napoli), Ritratto di Umberto Giordano (Museo del Conservatorio di San Pietro a Majella), alcuni studi (Napoli, Galleria dell'Accademia), La famiglia del pescatore (Piacenza, Galleria Ricci-Oddi), Ritorno dalla pesca (Salerno, Consiglio Provinciale), Vecchio pescatore (Salerno, Museo Provinciale), Pacchiana e Mumarellara (Salerno, Comune).
Due retrospettive gli furono dedicateː la Prima Mostra Salernitana del 1927 e la Seconda Mostra Salernitana del 1933.

## Galleria d'immagini

Dipinti di Gaetano Esposito
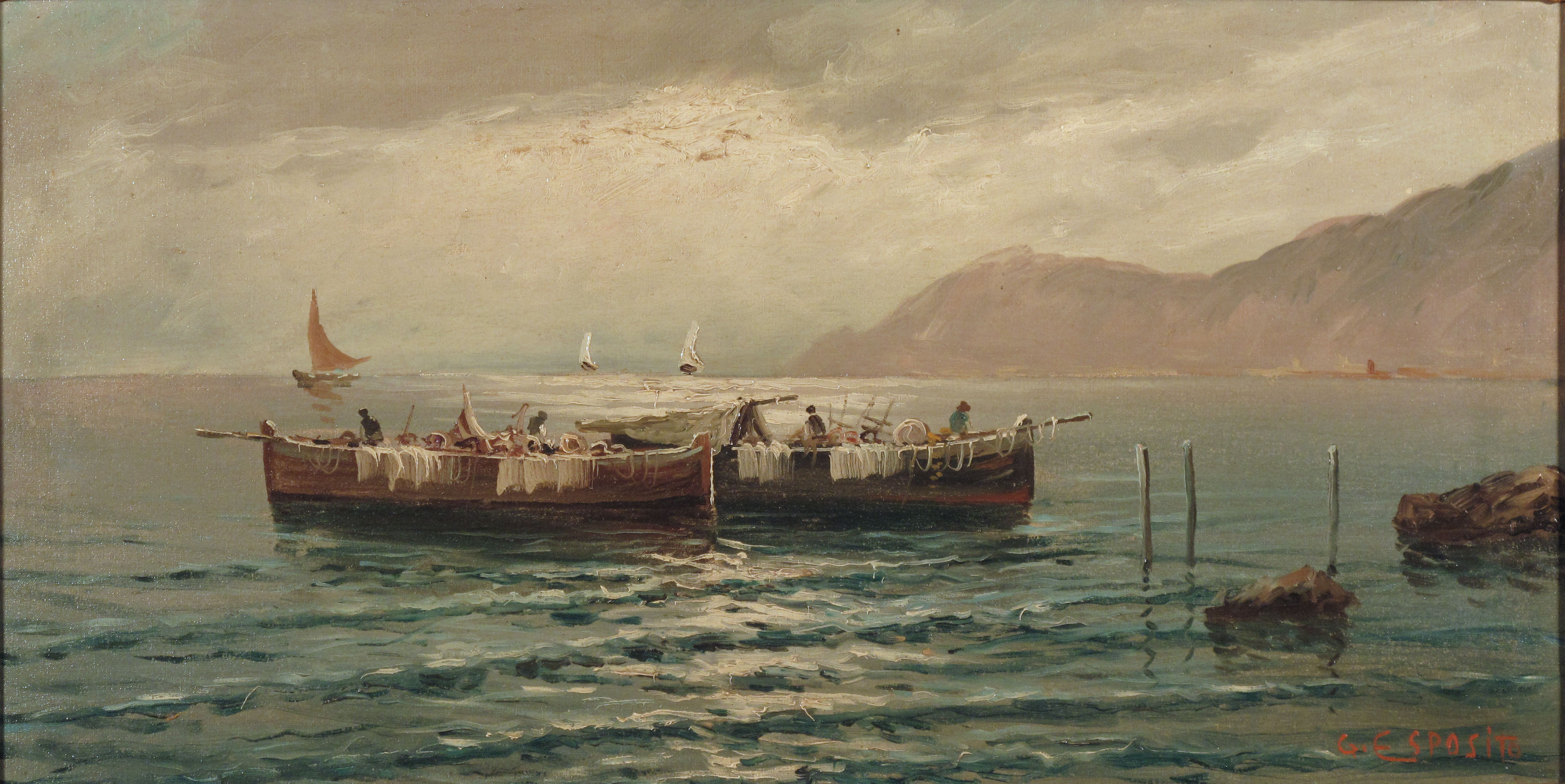
I pescatori, olio su tela, 60x30 cm
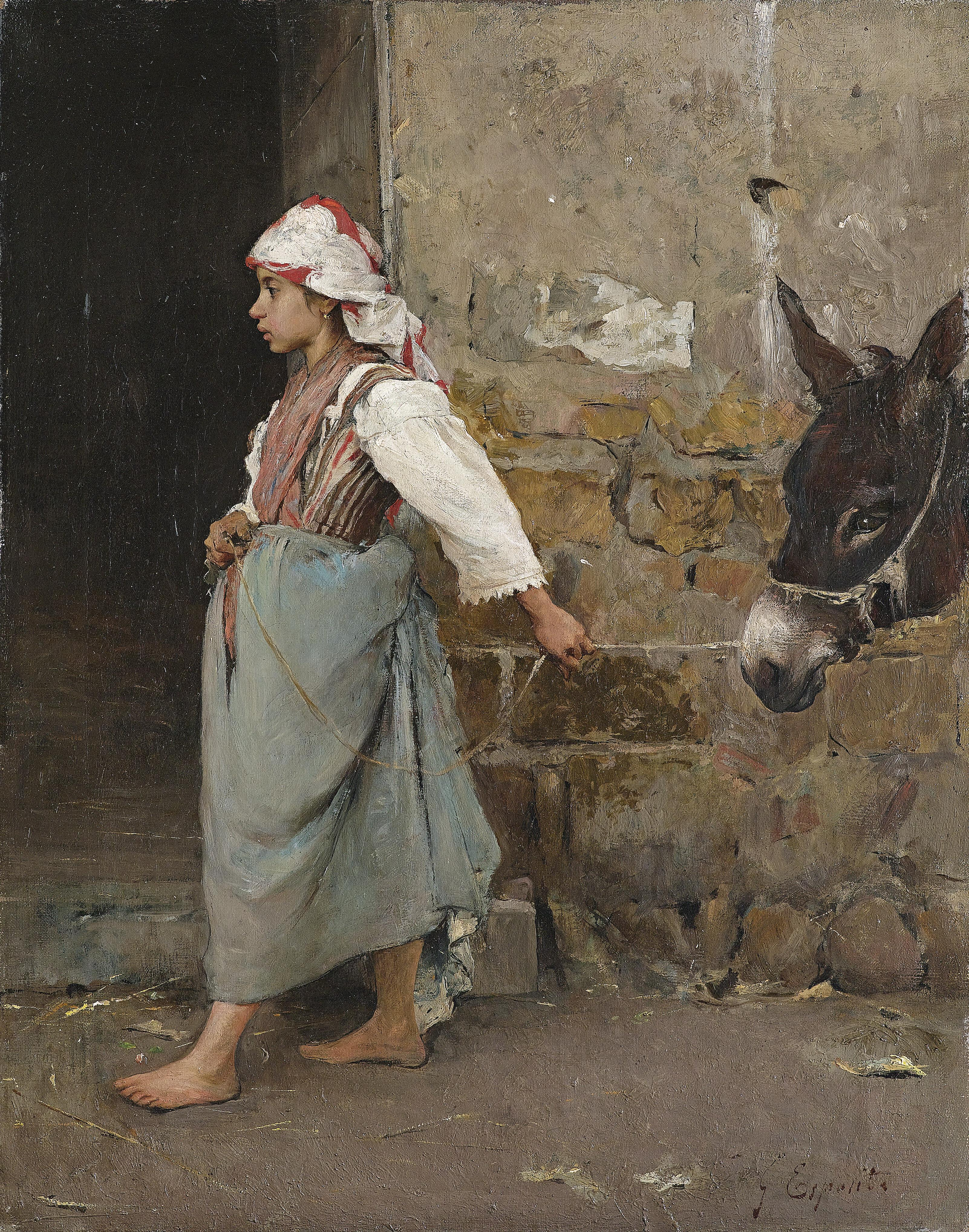
Sulla strada di casa, olio su tavola, 53x42 cm
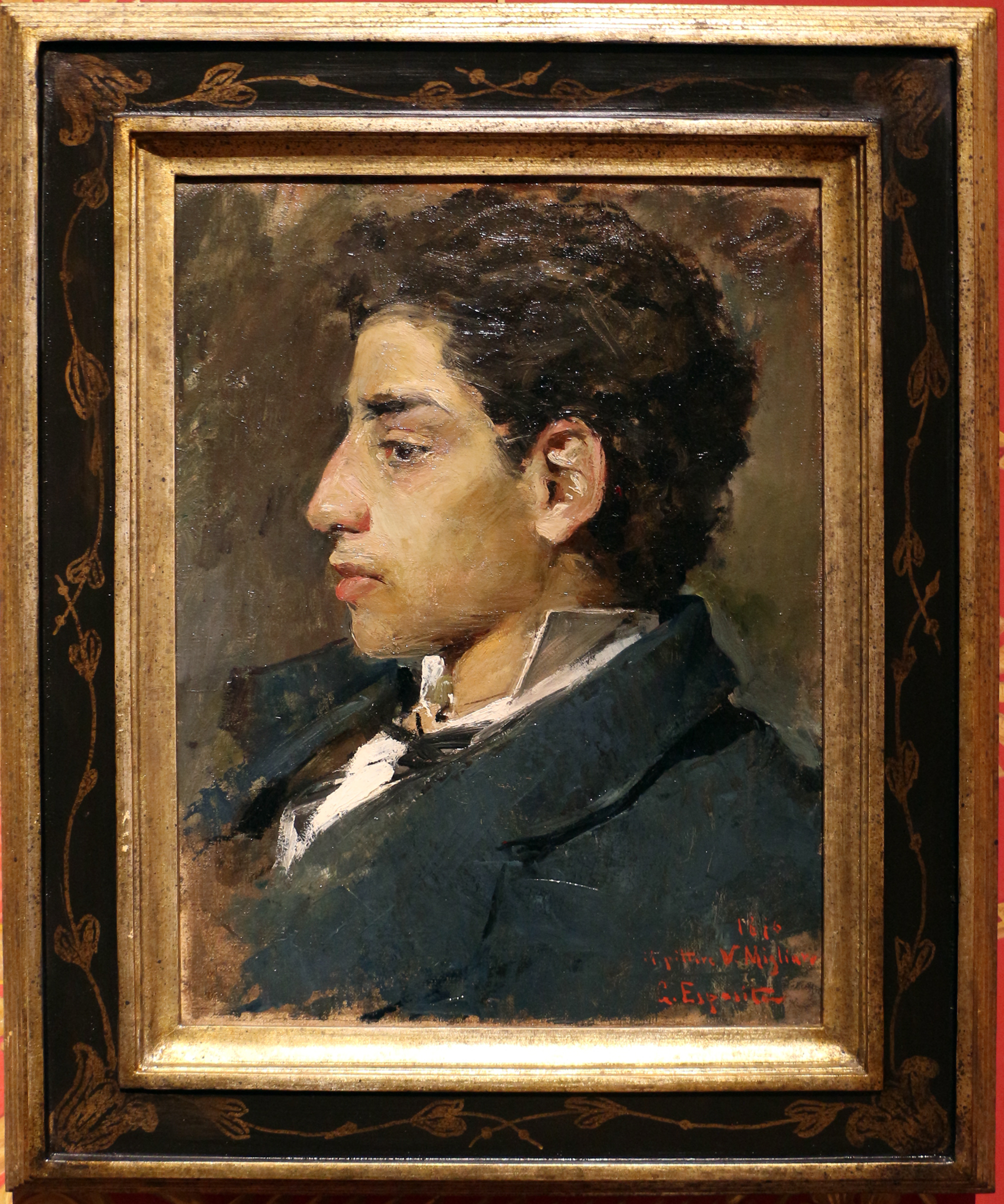
Ritratto del pittore Vincenzo Migliaro, 1876
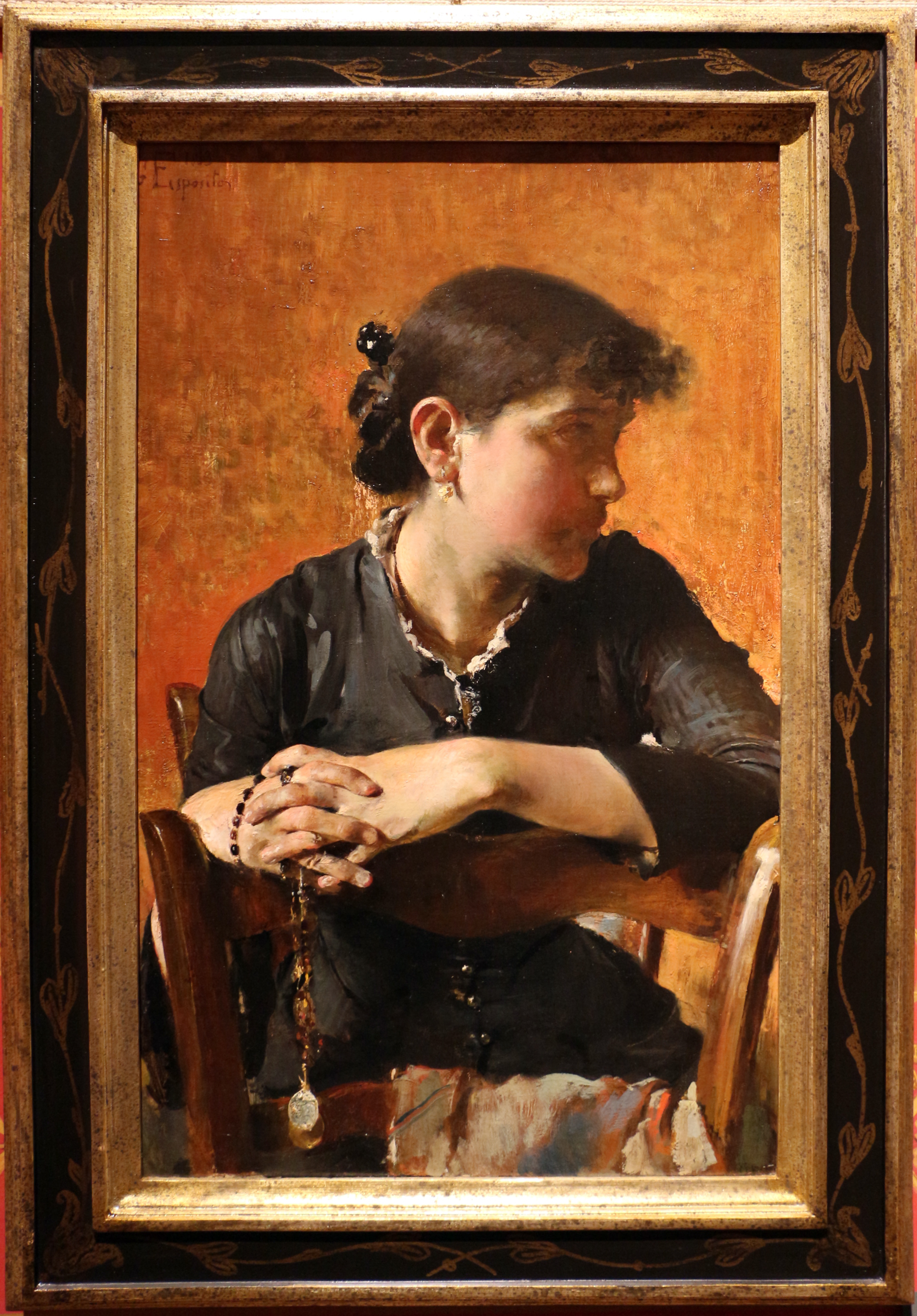
Tentazione, 1883
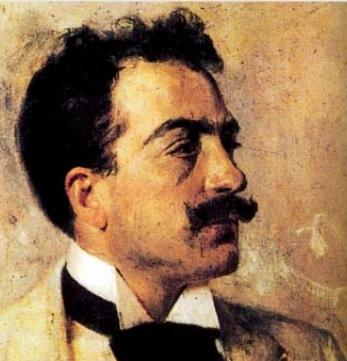
Ritratto del compositore Umberto Giordano, (dettaglio), 1896